# تس آسپلاند

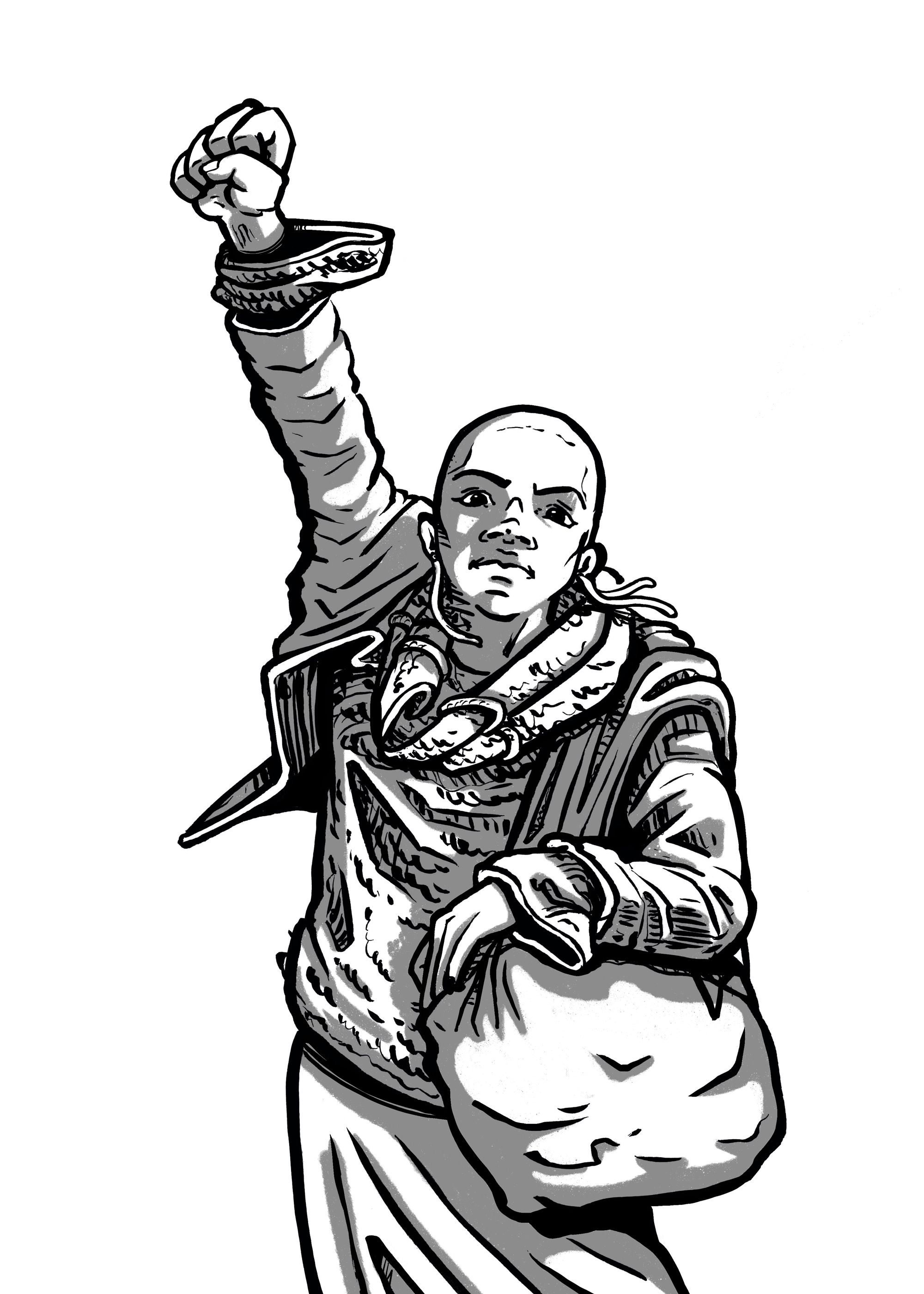
بیوگرافی

تِس آسپلاند (به انگلیسی: Tess Asplund) (متولد ۱۹۷۴) یک فعال سوئدی است که پس از اعتراض خود علیه نئونازی‌ها در بورلنگه، سوئد مورد توجه قرار گرفت. «دیوید لاگرلوف» عکاسی است که تصویر او را با اعضای یونیفرم‌پوش جنبش مقاومت شمال سوئد با مشت در هوا نشان داد. او اصالتاً اهل کلمبیا است و خود را آفریقایی-سوئدی توصیف می‌کند. آسپلاند در مورد این حادثه گفته‌است: «اگر این عکس من می‌تواند باعث شود افراد بیشتری جرأت کنند مقاومت نشان دهند، پس همه چیز خوب است… مردم باید متحد شوند و نشان دهند که اشکالی ندارد که نژادپرستی در حال عادی شدن است؛ که فاشیست‌ها در خیابان‌های ما می‌دوند.
آسپلاند یکی از اعضای Afrophobia Focus است.
آسپلاند همچنین در Aftonbladet به عنوان یکی از قربانیان حمله وحشیانه بخاطر حمل پرچم توسط سه مرد لهستانی‌الاصل در پی تظاهرات راستگرایان پوپولیستی در مرکز استکهلم که به نظر می‌رسید مردان لهستانی بخشی از آن بودند، مورد حمله قرار گرفته‌است.